# Nationalsozialistischer Lehrerbund
Der Nationalsozialistische Lehrerbund (NSLB) war ein der Parteigliederung der NSDAP angeschlossener Verband. Er entwickelte sich ab 1933 zur alleinigen Lehrerorganisation im NS-Staat und bestand bis 1943.

## Organisation und Zielrichtung
Die Anfänge des (NSLB) gehen auf ein Treffen der Lehrer am Rande des Reichsparteitages der NSDAP am 3./4. Juli 1926 in Weimar zurück. Die offizielle Gründung erfolgte 1927 in Hof und wurde von dem suspendierten oberfränkischen Lehrer und bayerischen Landtagsabgeordneten Hans Schemm (1891–1935) als lose Vereinigung nationalsozialistischer Lehrer ins Leben gerufen. Das oft genannte Gründungsdatum 21. April 1929 beruht auf einer nachträglichen Korrektur, durch die Schemms Nachfolger Fritz Wächtler zum Gründungsmitglied hochstilisiert wurde. Ende 1929 zählte der NSLB gut 200 Mitglieder; im Januar 1933 waren es 11.000. Ein Grund für den Beitritt zum NSLB war, dass nur so Anspruch auf erworbene Leistungen ihrer bisherigen Verbände (die ja jetzt im NSLB aufgegangen waren) – also Kranken- und Sterbekasse oder Urlaub in Erholungsheimen wie dem Löchnerhaus auf der Reichenau aufrechterhalten wurden.
Nach der Etablierung des NS-Regimes durch das Ermächtigungsgesetz vom 24. März 1933 und das sogenannte Gesetz zur Wiederherstellung des Berufsbeamtentums vom 7. April 1933 machte sich Schemm daran, den NSLB zu einer Einheitsorganisation aller Erzieher – unabhängig von Aus- und Vorbildung und Tätigkeitsbereich – auszubauen. Das geschah zum einen durch Werbung von Einzelmitgliedern, die nach der Aufnahmesperre vom Mai 1933 nicht mehr der NSDAP angehören mussten, und zum anderen durch den (unter Druck erfolgten) korporativen Beitritt der bestehenden Lehrerverbände zu einer vom NSLB dominierten Deutschen Erziehergemeinschaft. Nur die Allgemeine Freie Lehrergewerkschaft Deutschlands und der Allgemeine Deutsche Lehrerinnenverein kamen dem durch ihre Selbstauflösung zuvor. Die „Deutsche Erziehergemeinschaft“ wurde am 8. Juni 1933 in Magdeburg feierlich proklamiert und bald als „Potsdam der Lehrerschaft“ bezeichnet. Gegen ihre Gleichschaltung sträubten sich allerdings der Philologenverband, der Bayerische Lehrerverein und einige weitere Organisationen und bildeten im Dezember 1933 unter der Schirmherrschaft von Reichsinnenminister Wilhelm Frick eine konkurrierende Erziehergemeinschaft. Schemm setzte sich im NSDAP-internen Machtkampf durch. So wurde der NSLB zu einer Massenorganisation mit rund 300.000 Mitgliedern (1938), von denen 70 Prozent Volksschullehrer waren. Ein Drittel der Lehrerschaft war zusätzlich zur NSLB-Mitgliedschaft auch Mitglied der NSDAP.
Unter dem Dach des NSLB bestanden alte Organisationsstrukturen fort, und zwar in Form von sieben Fachschaften, in denen manche Funktionäre der alten Lehrerverbände ihre Arbeit zunächst fortsetzen konnten. Quer zu dieser Gliederung wurden 1934 zwölf Sachgebiete wie Schullandheime, Lehrerbildung und Rassefragen eingerichtet. Als Hauptaufgabe wurde dem NSLB 1936 in einem Abkommen mit dem Reichserziehungsminister (Bernhard Rust) die politisch-weltanschauliche Schulung der Erzieher im nationalsozialistischen Sinne zugewiesen. Diesem Zweck diente das Konzept der sogenannten „Lagerschulung“: In insgesamt 29 Gauschulen und 57 festen Schulungslagern des NSLB (1936) wurden für alle Lehrer obligatorische, jeweils mehrwöchige, themenspezifische „Lehrerlager“ zu deren weltanschaulicher Schulung durchgeführt. Auch organisierte Bergtouren für Lehrer gehörten in sogenannten Reichsaustauschlagern zum Angebot.
Sitz des NSLB war das 1936 fertiggestellte Haus der Deutschen Erziehung in Bayreuth. Das publizistische Zentralorgan des NSLB erschien von 1929 bis 1945 unter drei verschiedenen Titeln: Von August 1929 bis Juni 1933 als Nationalsozialistische Lehrerzeitung. Kampfblatt des nationalsozialistischen Lehrerbundes (NSLZ); von Juli 1933 bis März 1938 als Reichszeitung der deutschen Erzieher. Nationalsozialistische Lehrerzeitung (RZDE) und von April 1938 bis Januar/Februar 1945 als Der Deutsche Erzieher. Reichszeitung des Nationalsozialistischen Lehrerbundes (DDE).
Für Schüler gab der NSLB die Zeitung Hilf mit! heraus, die eine rassistische und judenfeindliche Propaganda in völkisch-harmonistische Rahmenerzählungen verpackte und mit einer Auflage von fünf Millionen Exemplaren pro Ausgabe jeden Monat annähernd die gesamte Schülerschaft ab dem Alter von 10 Jahren erreichte.
Im Rahmen der rassenpolitischen Erziehungsarbeit wurde 1935 eine „Stelle für Sippenforschung“ geschaffen, deren Ergebnisse aber zunächst über „ein gewisses Liebhabertum“ nicht hinauskamen. Daher verfügte die Reichsleitung im Frühjahr 1937, dass jedes NSLB-Mitglied bis zum 1. Mai 1939 einen bis 1800 zurückreichenden Ahnennachweis (Ariernachweis) zu erbringen habe. Ziel war es, in Zusammenarbeit mit dem Rassenpolitischen Amt der NSDAP „eine umfassende sippenkundliche Bestandsaufnahme des deutschen Volkes durchzuführen“. Auf Tagungen wurde den Mitgliedern gezeigt, wie die Ahnentafeln auszufüllen waren und wie man die nötigen behördlichen Urkunden erlangte. Im Zweiten Weltkrieg kamen diese Aktivitäten bald zum Erliegen.
Der Einfluss des NSLB innerhalb des NS-Herrschaftssystems blieb begrenzt, weil die Hitlerjugend der Parteiführung besser geeignet erschien, gesinnungstreue Nationalsozialisten hervorzubringen. So kam ein Angehöriger der Exil-SPD 1938 zu der Einschätzung: „In dem Kampf zwischen Reichsjugendführung und NSLB ist die erstere die stärkere, die aggressivere und die hemmungslos auf den Machtanspruch des Nationalsozialismus eingestellte Organisation.“ Nach Kriegsbeginn verlor der NSLB im Machtgefüge des Dritten Reiches weiter an Bedeutung. Sein Versuch, Lehrerinteressen zu vertreten, trug ihm seitens der Parteiführung den Vorwurf „gewerkschaftlichen“ Verhaltens ein. Im Februar 1943 wurde er im Zuge kriegsbedingter Vereinfachungsmaßnahmen offiziell „stillgelegt“ und damit faktisch aufgelöst.
In der Publikation von Müller/Ortmeyer wird der NSLB gleich im ersten Satz als eine „verbrecherische Organisation“ bezeichnet, „die nach dem 8. Mai 1945 von den Alliierten mit gutem Grund verboten wurde.“ Diese Formulierung erweckt den Eindruck, als gehe die Charakterisierung als verbrecherische Organisation auf die Alliierten zurück. Dies ist aber nicht der Fall. Zwar gehörte der NSLB zu den 64 Naziorganisationen, die durch das Kontrollratsgesetz Nr. 2 vom 10. Oktober 1945 verboten wurden, nicht jedoch zu den vier Personengruppen, die im Nürnberger Prozess gegen die Hauptkriegsverbrecher als „verbrecherisch“ beurteilt wurden (Führerkorps der NSDAP, Gestapo, SD und SS). Der Bewertung der Autoren fehlt somit jede Begründung. Ebenso fragwürdig ist die wiederholte Behauptung, der Beitritt der alten Lehrervereine zum NSLB sei völlig freiwillig erfolgt. Hier werden Einschüchterung und Terror des NS-Regimes ausgeblendet. Zum Beispiel trat der Vorsitzende des Deutschen Philologenverbandes, Felix Wilhelm Behrend, schon Ende März 1933 zurück, weil er zuvor von SA-Leuten überfallen und schwer misshandelt worden war.

## Personal
Der NSLB besaß folgende Organisationsstruktur:
Reichsamtsleiter: Hans Schemm (1929–1935) bzw. Fritz Wächtler (1935–1943)
| Stabsleiter/Geschäftsführer (bis August 1936): Max Kolb Hauptabteilung Erziehung und Unterricht: Georg Roder bis Frühjahr 1935, Hans Stricker (geb. 1897) Schulung: Carl Wolf Schrifttum: Paul Georg Herrmann, ab 1942 Walter Arnold | Organisation/Geschäftsführer (1936–42): Heinrich Friedmann (gefallen 1942) Presse und Propaganda: Heinrich Hansen, ab 1939 Walter Arnold Wirtschaft und Recht: Andreas Tränkenschuh Schatzmeister: Hugo Jünger |

Für einzelne Fächer, fachübergreifende Gebiete oder die Schularten wurden, meist im Nebenamt, Reichssachbearbeiter und Reichsfachschaftsleiter ernannt (auch Reichswalter genannt), oft ehemalige Funktionäre der aufgelösten Fachverbände, denen auf der Gauebene Gausachbearbeiter und darunter Kreissachbearbeiter zugeordnet waren, z. B.:
| Alte Sprachen: Friedrich Eichhorn, Stv. Herbert Holtorf Deutsch: Alfred Huhnhäuser Neuere Fremdsprachen: Heinrich Fischer Rassefragen: Karl Zimmermann Philosophie, Psychologie, Pädagogik: Johann Baptist Rieffert Geschichte: Moritz Edelmann Erdkunde: Albrecht Burchard, ab 1940 Friedrich Knieriem Geopolitik: Johann Ulrich Folkers Staatsbürgerkunde: Walther Wallowitz (1904–1943) Kunsterziehung: Herrmann Dames, Robert Böttcher Musikerziehung: Karl Landgrebe Leibeserziehung: Hans Berendes (bis 1939), Albert Hirn (Stv.), Otto Stadermann (ab 1942) Sprecherziehung: Fritz Gerathewohl Schrift, Schreiben, Erstunterricht: Friedrich Sammer Weibliche Erziehung: Auguste Reber-Gruber Hauswirtschaft: Grete Buck (Nadelarbeit) | Biologie und Naturkunde: Ernst Lehmann Mathematik und Naturwissenschaften: Kuno Fladt (ab 1937) Physik: Karl Hahn (ab 1936) Reichsfachschaft I Hochschulen: zunächst: Erich Seidl, danach: Joachim Haupt Reichsfachschaft II Höhere Schulen: Rudolf Benze, ab 1936 Karl Frank Reichsfachschaft III Mittelschulen: Nikolaus Maaßen Reichsfachschaft IV Volksschulen: Ernst Bargheer Reichsfachschaft V Sonderschulen: Paul Ruckau, ab 1938 Fritz Zwanziger, Gruppe Hilfsschulen: Alfred Krampf; Gruppen Blinde; Taubstumme; Anstaltsschulen Reichsfachschaft VI Berufs- und Fachschulen: Walter Pipke (* 1899) Reichsfachschaft VII Sozialpädagogische Berufe: Hans Volkelt 1934–1938, Gruppe Ki Ho Ju Elisabeth Noack; Gruppe Lehranstalten Luftfahrt und Luftschutz: Edgar Winter Geländesport und Wehrerziehung: Erhard Linß (1898–1975), OStD in Kamenz Schullandheime: Rudolf Nicolai bis Oktober 1935 Schulfunk: Georg Brendel |

Die mächtige „Reichsreferentin für weibliche Erziehung“ im Verband war Auguste Reber-Gruber, eine von vier führenden weiblichen Nazifunktionären überhaupt.